# Nanpara
Nanpara fou un estat tributari protegit, un talukdari als districtes de Bahraich i Gonda a l'Oudh, un dels principals estats d'aquesta regió amb una superfície d'uns 1.500 km² i uns ingressos de 2,2 lakhs amb un tribut de 36.000 rúpies.
El territori fou concedit a un afganès de nom Rasul Kahn, per l'emperador Shah Jahan, amb l'encàrrec de reduir als turbulents banjares de Bahraich, i li va donar 5 poble i un 10% dels ingressos d'un ampli territori; els seus descendents van ampliar considerablement els dominis. El primer que va obtenir el títol de raja fou Karan Khan el 1763, per concessió del nawab Shuja al-Daula. El 1847 raja Munamwar Ali Khan va morir en una descàrrega accidental d'una arma i les baralles de la seva vídua fou perjudicial per a l'estat. El 1856 l'Oudh fou annexionat pels britànics i l'hereu de l'estat fou reconegut i sota la seva administració (Sir Jang Bahadur Khan), va esdevenir molt pròsper. El 1902 va pujar al tron Muhammad Sadik Khan.
La capital era Nanpara (ciutat).

## Llista de rages
- Raja KARAM KHAN vers 1763.
- Raja MUSTAFA KHAN ? -1777
- Raja SALEH KHAN 1777-1790
- Raja MADAR BAKASH 1790-1807
- Raja MUNAMWAR ALI KHAN (fill) 1807-1847
- Raja Sir JANG BAHADUR KHAN (fill) 1847-1902
- Raja MOHAMMED SIDDIK KHAN (fill) 1902-1911
- Raja Syed MOHAMMAD SAADAT ALI KHAN (nebot, fill d'una germana de Siddik) 1911-1955 (+ 1995)